# AleHop
AleHop es un videojuego de acción realizado por la compañía española Topo Soft en 1988 en exclusiva para ordenadores MSX.
El protagonista procede del planeta Balloon, habitado por los pelotos amarillos. La misión del héroe es superar las 6 fases correspondientes a los 6 planetas del sistema en un tiempo límite y con energía limitada. Entre planeta y planeta debe pilotar una nave espacial para poder continuar.
El juego es una estupenda demostración de las posibilidades sonoras y gráficas de un MSX.
La música fue inspirada en 'Benny The Bouncer', de Emerson, Lake & Palmer según el propio autor Cesar Astudillo.

## Autores
- Programa: Alberto López Navarro
- Gráficos: Luis López Navarro (Luigilópez)
- Música: César Astudillo (Gominolas)